# آلوارو بائوتیستا
آلوارو بائوتیستا (اسپانیایی: Álvaro Bautista‎؛ زاده ۲۱ نوامبر ۱۹۸۴) اهل اسپانیا و در حال حاضر راننده سوپربایک است و هم‌اکنون برای تیم دوکاتی رانندگی می‌کند.